# Campionati del mondo di ciclismo su pista 2024 - Chilometro a cronometro
La gara di chilometro a cronometro ai campionati del mondo di ciclismo su pista si è svolta il 18 ottobre 2024. È stata vinta dall'olandese Harrie Lavreysen.

## Podio
| Pos.    | Atleta           | Nazionalità   |
| ------- | ---------------- | ------------- |
| Oro     | Harrie Lavreysen | Paesi Bassi   |
| Argento | Jeffrey Hoogland | Paesi Bassi   |
| Bronzo  | Joseph Truman    | Gran Bretagna |

## Risultati
I migliori 8 tempi accedono alla finale
| Posizione | Atleta               | Nazione       | Tempo    | Gap      | Note     |
| --------- | -------------------- | ------------- | -------- | -------- | -------- |
| 1         | Harrie Lavreysen     | Paesi Bassi   | 57.468   |          | Q        |
| 2         | Jeffrey Hoogland     | Paesi Bassi   | 57.761   | +0.293   | Q        |
| 3         | Joseph Truman        | Gran Bretagna | 58.667   | +1.199   | Q        |
| 4         | Cristian Ortega      | Colombia      | 59.783   | +2.315   | Q        |
| 5         | Santiago Ramírez     | Colombia      | 1:00.081 | +2.613   | Q        |
| 6         | Thomas Cornish       | Australia     | 1:00.124 | +2.656   | Q        |
| 7         | Kirill Kurdidi       | Kazakistan    | 1:00.417 | +2.949   | Q        |
| 8         | Robin Juel Skivild   | Danimarca     | 1:00.560 | +3.092   | Q        |
| 9         | Eliasz Bednarek      | Polonia       | 1:00.792 | +3.324   |          |
| 10        | Melvin Landerneau    | Francia       | 1:00.850 | +3.382   |          |
| 11        | Jakub Malášek        | Rep. Ceca     | 1:00.951 | +3.483   |          |
| 12        | Dominik Topinka      | Rep. Ceca     | 1:01.223 | +3.587   |          |
| 13        | Henric Hackmann      | Germania      | 1:01.055 | +3.755   |          |
| 14        | Alejandro Martínez   | Spagna        | 1:01.577 | +4.109   |          |
| 15        | Kazushige Kuboki     | Giappone      | 1:01.712 | +4.244   |          |
| 16        | Pete-Collin Flemming | Germania      | 1:01.932 | +4.464   |          |
| 17        | Edgar Verdugo        | Messico       | 1:02.008 | +4.540   |          |
| 18        | Stefano Minuta       | Italia        | 1:02.013 | +4.545   |          |
| 19        | David Elkathchoongo  | India         | 1:02.415 | +4.947   |          |
| 20        | David Domonoske      | Stati Uniti   | 1:02.559 | +5.091   |          |
| 21        | Johannes Myburgh     | Sudafrica     | 1:02.564 | +5.096   |          |
| 22        | Konrad Burawski      | Polonia       | 1:02.654 | +5.186   |          |
| -         | Matteo Bianchi       | Italia        | Ritirato | Ritirato | Ritirato |

| Posizione | Atleta             | Nazione       | Tempo    | Gap    | Note |
| --------- | ------------------ | ------------- | -------- | ------ | ---- |
| 1         | Harrie Lavreysen   | Paesi Bassi   | 57.321   |        |      |
| 2         | Jeffrey Hoogland   | Paesi Bassi   | 58.252   | +0.931 |      |
| 3         | Joseph Truman      | Gran Bretagna | 58.669   | +1.348 |      |
| 4         | Cristian Ortega    | Colombia      | 59.824   | +2.503 |      |
| 5         | Santiago Ramírez   | Colombia      | 1:00.055 | +2.734 |      |
| 6         | Thomas Cornish     | Australia     | 1:00.197 | +2.876 |      |
| 7         | Kirill Kurdidi     | Kazakistan    | 1:00.853 | +3.532 |      |
| 8         | Robin Juel Skivild | Danimarca     | 1:00.926 | +3.605 |      |